# AirAsia X
AirAsia X — малайзийская бюджетная авиакомпания со штаб-квартирой в Сепанге (Селангор), работающая в сфере средне- и дальнемагистральных пассажирских перевозок. Является дочерним подразделением холдинга «AirAsia X Sdn. Bhd.» (ранее известного, как «FlyAsianXpress Sdn. Bhd.»).
Воздушный флот авиакомпании составляют 17 широкофюзеляжных самолётов производства концерна Airbus, маршрутная сеть перевозчика охватывает аэропорты стран Азии и Океании.
AirAsia X работает под франшизой крупнейшего в Азии бюджетного перевозчика AirAsia, что позволяет существенно снижать стоимость авиабилетов за счёт использования общей системы продажи, схожих торговых марок, логотипов, раскрасок ливрей самолётов, форменной одежды сотрудников и практически единого корпоративного стиля управления в нескольких авиакомпаниях. AirAsia X также имеет тесные взаимоотношения с авиахолдингом Virgin Group и канадской флагманской авиакомпанией Air Canada, которые являются одними из основных акционеров азиатского перевозчика.
В 2011 году руководство AirAsia X объявило о прекращении с конца марта 2012 года регулярных перевозок по европейским направлениям и в аэропорты Индии в связи с рядом формальных причин, главной из которых является текущая высокая стоимость авиационного топлива.
22 ноября 2018 года компания объявила о прекращении регулярных перевозок по единственному оставшемуся маршруту- DPS-NRT "Moving forward, AirAsia X Indonesia will operate on a non-scheduled commercial airline basis.” Group CEO Nadda Buranasiri.

## История
Авиакомпания AirAsia X была основана в 2007 году малайзийским бизнесменом Тони Фернандесом. 17 мая 2007 года Фернандес объявил о планируемом запуске регулярных рейсов из Малайзии в Австралию, особо подчеркнув при этом, что вместо популярного, но дорогого по стоимости обслуживания сиднейского аэропорта, компания сосредоточится на более дешёвых альтернативах таких, как аэропорт Мельбурн Авалон, аэропорт Уильямтаун в Ньюкасле, аэропорт Голд-Кост и аэропорт Аделаиды. Предварительная стоимость авиабилетов на австралийском направлении составляла около 800 малайзийских ринггитов (285 долларов США) и состояла из топливных расходов и налогов.
10 августа 2007 года авиакомпания анонсировала открытие своего первый регулярного рейса из Куала-Лумпура в Голд-Кост, при этом основной акцент в рекламной акции был сделан на стоимости билета, составившем 50 малайзийских ринггитов (17 долларов США) без налогов и сборов или 1800 ринггитов (598 долларов США) вместе со всеми налогами, сборами и топливной окупаемостью.
В том же году AirAsia X сообщила о передаче 20% своих акций владельцу авиационного холдинга Virgin Group сэру Ричарду Брэнсону с целью получения партнёрской помощи от холдинга в организации дальнемагистральных рейсов и приобретении новых лайнеров. Брэнсон, в свою очередь, выразил уверенность в прочном деловом сотрудничестве между AirAsia X и Virgin Blue, включая и заключение в ближайшем будущем код-шерингового соглашения между авиакомпаниями и договора на взаимное признание программ поощрения часто летающих пассажиров обоих перевозчиков.
15 сентября 2007 года в международный аэропорт Куала-Лумпур прибыл первый самолёт AirAsia X, который получил название Semangat Sir Freddie («Дух сэра Фредди») в честь автора модели бюджетных коммерческих перевозок сэра Фредди Лейкера из компании Skytrain.

### FlyAsianXpress

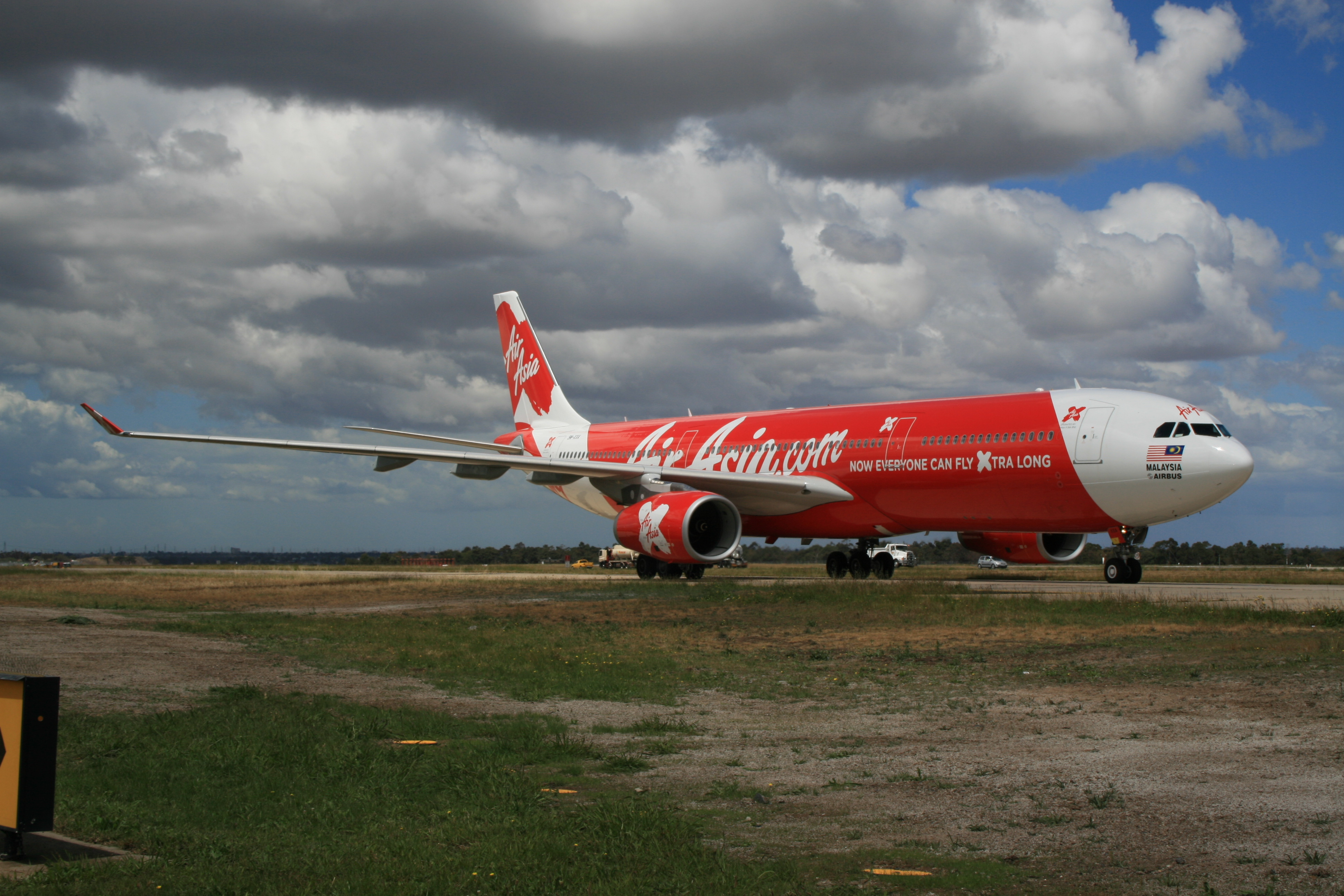
Airbus A330-300 авиакомпании AirAsia X на рулении в аэропорту Мельбурна

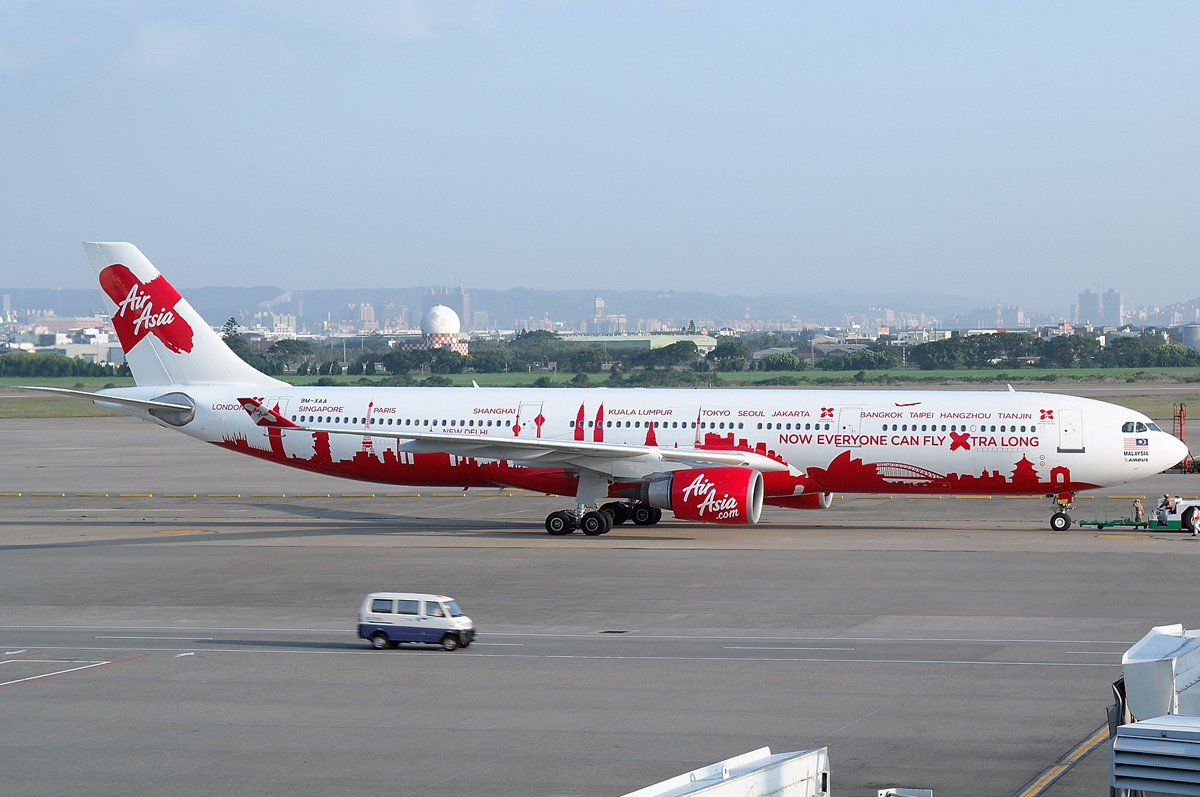
Airbus A330-300 авиакомпании AirAsia X в международном аэропорту Таоюань (Тайвань)

Годом ранее в Малайзии начала работу небольшая авиакомпания FlyAsianXpress (FAX), штаб-квартира которой находилась в штате Серавак. Маршрутная сеть перевозчика состояла главным образом из коротких регулярных и чартерных рейсов, стыковавшихся в узловых аэропортах с рейсами национальной авиакомпании Malaysia Airlines. После ухода флагмана с нескольких местных маршрутов в Восточной Малайзии регулярные перевозки по этим направлениям стала выполнять FlyAsianXpress, работавшая в качестве субподрядчика у другой крупной авиакомпании AirAsia.
Первый рейс FAX был совершён 1 августа 2006 года. В целом, авиакомпания не позиционировала себя, как бюджетного перевозчика, однако использовала ряд наработок дискаунтера AirAsia для снижения стоимости перевозок: заказы билетов по телефону и через сеть Internet, система безбилетной регистрации на рейсы и другие.
Спустя несколько дней после начала регулярных перевозок деятельность FlyAsianXpress подверглась ожесточённой критике со стороны пассажиров, государственных служащих и сотрудников компаний из сферы туристической индустрии. Основная претензия критиков состояла в утверждении о том, что авиакомпания, работающая на турбовинтовых самолётах и субсидируемая правительством страны, не должна продавать билеты дороже, чем летавшая ранее по тем же маршрутам Malaysia Airlines. Причиной для другой массовой претензии стал низкий уровень сервисного обслуживания клиентов, в том числе и внезапные отмены рейсов без предварительного уведомления пассажиров. Реагируя на предъявленные замечания, FlyAsianXpress была вынуждена скорректировать собственное маршрутное расписание, заложив в него возможные случаи незапланированных ремонтов используемых самолётов Fokker 50.
11 апреля 2007 года генеральный директор AirAsia Тони Фернандес предал огласке детали предложения о передачи местных маршрутов из FlyAsianXpress в авиакомпанию Firefly, которая являлась дочерней компанией флагмана Malaysia Airlines. Фернандес назвал данное предложение «логическим и нужным», поскольку местные перевозки, по его мнению, должны находиться под крылом у национальной авиакомпании, дочернее подразделение которой использует необходимые для обслуживания этих маршрутов турбовинтовые самолёты. 26 апреля того же года правительство штата официально объявило о передаче рейсов в Malaysia Airlines и заверило, что готово оплачивать финансовые потери, которые могут возникнуть при смене оператора маршрутов. Руководство национальной авиакомпании со своей стороны заявило о начале рейсов на местных направлениях, обслуживаемых FlyAsianXpress, с 1 октября 2007 года, а также указало на то, что оператором данной маршрутной сети будет другое дочернее подразделение MASwings.
После ухода FlyAsianXpress с местных перевозок её деятельность была полностью реструктуризована: компания сменила собственное название на AirAsia X и переориентировалась на дальнемагистральные коммерческие маршруты в рамках модели бюджетных авиаперевозок.

## Акционеры компании
По состоянию на 14 февраля 2008 года 48% акций AirAsia X принадлежит инвестиционной группе Aero Ventures, бизнесмену Тони Фернандесу, ряду малайзийских предпринимателей и флагманской авиакомпании Канады Air Canada. 16-ю процентами акций владеет крупный холдинг Virgin Group и столько же акций принадлежат другому холдингу AirAsia. Остальные 20% акций авиакомпании были приобретены за 250 миллионов малайзийских ринггитов компаниями Manara Consortium из Бахрейна и Orix Corp из Японии.

## Планы по развитию

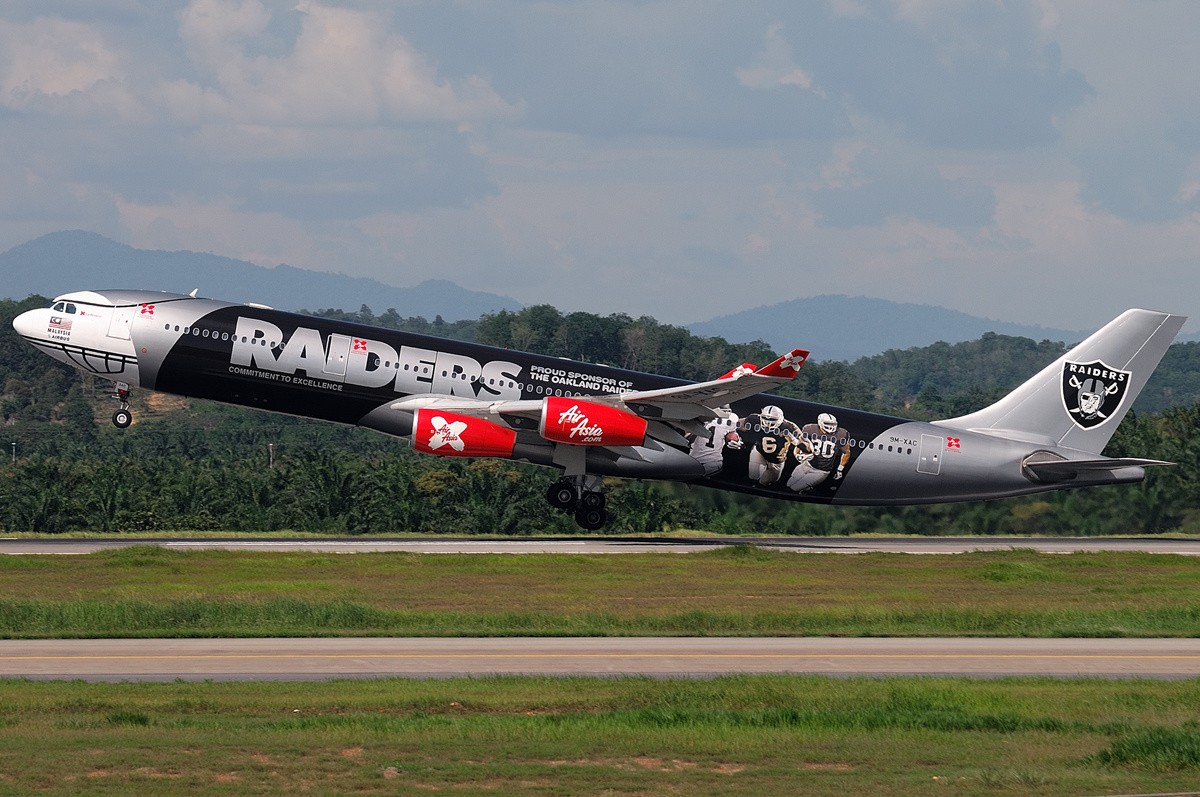
Airbus A340-313X авиакомпании AirAsia X (регистрационный 9M-XAC) в Международном аэропорту Куала-Лумпура

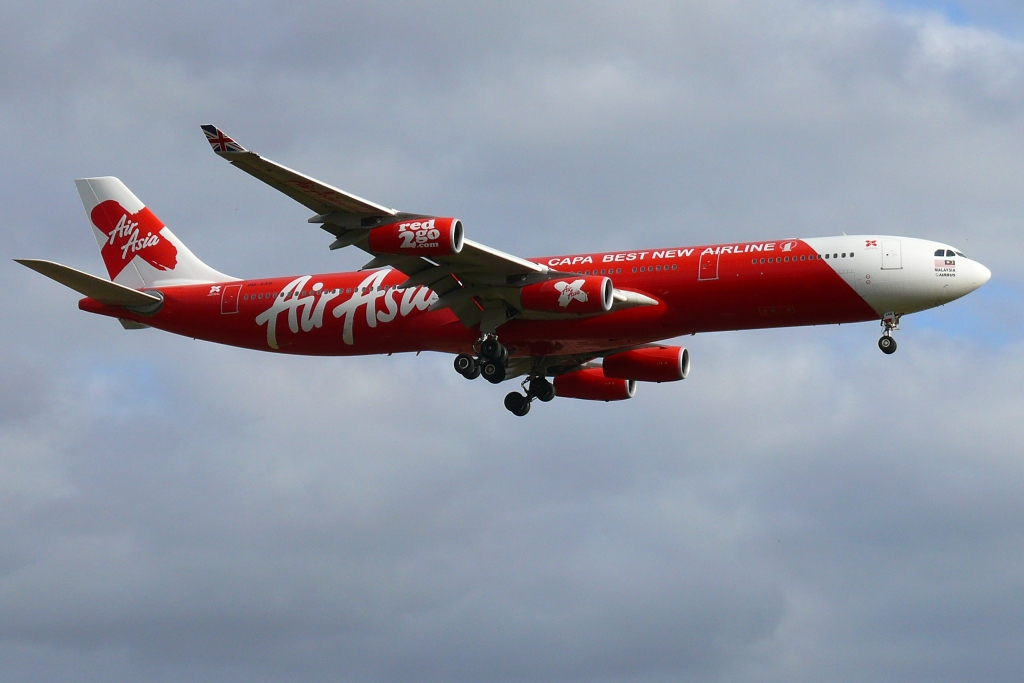
Airbus A340-300 авиакомпании AirAsia X в заходе на посадку в лондонский аэропорт Станстед

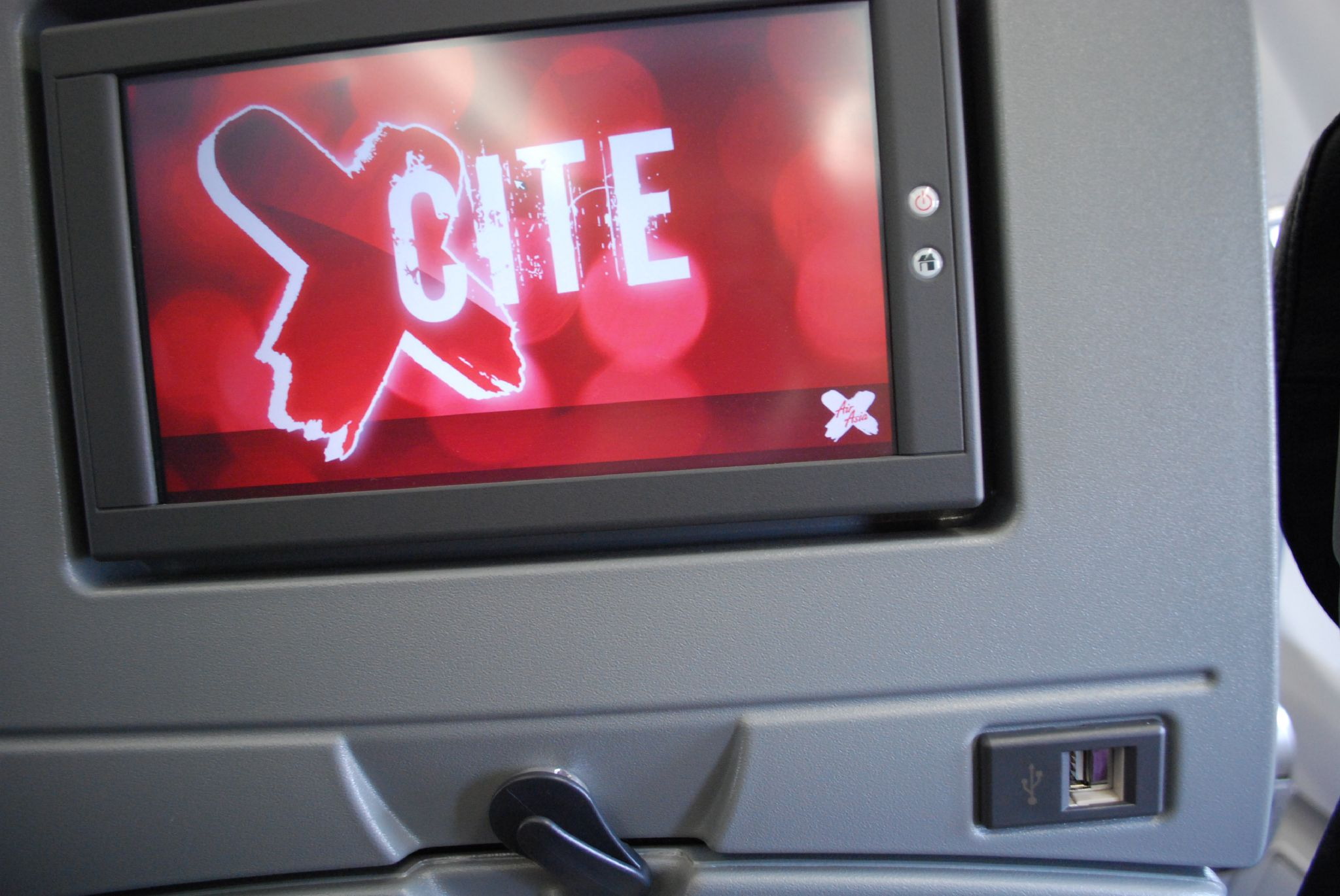
Экран система развлечения в полёте XCITE, рейс авиакомпании AirAsia X

В 2011 году флот AirAsia X пополнился 12-ю самолётами Airbus A330. Компания рассчитывает перенести обслуживание собственных рейсов в новый терминал 2 международного аэропорта Куала-Лумпур, открытие которого запланировано на апрель 2012 года.
В июне 2011 года AirAsia X получила разрешение правительства страны на осуществление регулярных перевозок из Куала-Лумпура по шести новым международным направлениям: в Пекин, Шанхай, Осаку, Джидду, Стамбул и Сидней. Авиакомпания также планирует получить разрешение на открытие маршрутов в аэропорты китайских городов Сиань, Ухань и Шэньян. В начале 2012 года AirAsia X объявила о намерениях запустить регулярные рейсы в Африку, а также расширить маршрутную сеть перевозок в аэропорты Японии и Австралии.
24 октября 2011 года руководство авиакомпании сообщило о завершении с 31 марта следующего года регулярных перевозок из Куала-Лумпура в лондонский аэропорт Гатвик.
12 января 2012 года AirAsia X заявила о прекращении регулярных перевозок из Малайзии в Дели, Мумбаи, Лондон и Париж, ссылаясь на высокие цены на авиатопливо, непомерные налоги и существенное снижение спроса на туристические направления. Руководство авиакомпании подчеркнуло, что центр тяжести в маршрутной сети перевозчика сохранится на маршрутах между Малайзией и Австралией и сообщило об открытии с 1 апреля рейсов в Сидней и Аделаиду, а также об увеличении с 1 июня 2012 года частоты полётов из Куала-Лумпура в Перт и Тайбэй.

## Флот
По состоянию на июль 2024 года воздушный флот авиакомпании AirAsia X составляли следующие самолёты:
На июль 2024 года средний возраст воздушных судов авиакомпании составил 12,7 лет.
Заказ на 10 самолётов Airbus A350-900 был отменен в конце 2020 года.  В марте 2022 года AirAsia X отменила заказы на 63 самолёта Airbus A330-900 и сократила заказ на A321-Neo с 30 до 20 самолётов.